# Super Audio CD
スーパーオーディオCD（スーパーオーディオシーディー、Super Audio CD）は、1999年に実用化されたオーディオ用光ディスク規格である。略称はSACD、SA-CD。1999年3月にソニー（初代法人、現・ソニーグループ）とフィリップスにより規格化され、再生機器とコンテンツは1999年5月21日から市販された。
デジタルオーディオの光ディスク記録媒体として、コンパクトディスク（CD-DA）の次世代にあたり、CD-DAがパルス符号変調（PCM）方式を採用するのに対して、SACDではDirect Stream Digital（DSD）方式を採用する点を特徴とする。音質面や著作権保護の点で強化されており、またCD互換層を備えることもできる。

## 仕様
規格書はその表紙の色からScarlet Book（スカーレットブック）と呼ばれ、Part 1のPhysical Specification、Part 2のAudio Specification、Part 3のCopy Protection Specificationから構成される。

### ディスクの構造

SACDの2層構造

CDと同様に直径120 mm、厚さ1.2 mmの円盤である。スーパーオーディオCDには2層分の記録領域があり、このうち1層を通常のCD-DAとすることもできる（SACD/CDハイブリッド仕様）。1層（SL）でSACDプレーヤーのみで再生できるソフトや、2層（DL）ともSACD層で構成された長時間SACDも製作可能である。SLディスクの容量は4.7 GBで、DLディスクの容量は8.5 GBであり、物理的な構造ではCDよりはDVDに近い。

### オーディオフォーマット
符号化方式にはCDで採用されたリニアPCMではなく、Direct Stream Digital（DSD）が採用された。DSDはΔΣ変調を施したデジタル信号がそのまま記録され、PCMでのデシメーションや補間などによるフィルタ処理によって生じる量子化誤差の影響を受けないため、音源により忠実なデジタル信号を保持できる。
サンプリングレートは2.8224 MHzでSACDに記録されたデジタル信号は原理的にはローパスフィルタを通すだけでアナログ音声信号に変換することができる。
ステレオ（2 ch）とサラウンド（最高5.1 chサラウンドまで）をサポートする。ステレオおよびマルチチャネルにはそれぞれ最大255のトラックを納めることが可能であり、各トラックには最大255のインデックスを付与することが可能である。
記録されるDSDには非圧縮かロスレス圧縮があり、ロスレス圧縮にはDirect Stream Transfer（DST）が採用されている。ステレオ録音の場合、片面1層でも4時間以上の収録が可能であり、長大なオペラなども1枚に収められる。ただし、CDフォーマットとのハイブリッド盤の場合、そちらの収録時間（1枚70分余り）に合わせることになる。

### ボリューム構造
ファイルシステムはISO 9660およびUDFが採用されている。TOCにはディスクのタイトル、アーティスト名、ジャンル、ディスク作成日などが最大8言語で記録される。その次はステレオエリアもしくはマルチチャネルエリアであり、それぞれのエリアには、エリアTOCとトラックエリアの領域がある。エリアTOCには総演奏時間、トラック数、演奏開始時間などが記録され、トラックエリアにはDSDが記録される。

### 著作権保護
スーパーオーディオCDは、コンテンツを再生させるまでに、電子透かし、SACD Mark、Pit Signal Processing（PSP）というデータ保護機構（コピーガード）が採用されている。電子透かしでは正規品か否かを判別し、SACD Markではライセンスを受けていないドライブからの認識ができないようにし、PSPによってアクセス制御を行う。加えて、TOC以外の領域にはスクランブルが施されており、これはPSPなどから生成される鍵によってのみ復号できる。このようにデジタルデータを複写できても、それだけでは再生できないようにしている。
当初は著作権保護のため、S/PDIFなどからのデジタル出力が許可されていなかったが、これではD/Aコンバーター分離型プレーヤーすら製作できないことから、2005年にはデノンやアキュフェーズといったオーディオ機器メーカーが、各社独自の方式でデジタル出入力が可能な機器を発売、伝送にはi.LINKを用いた機種が多く登場した。HDMI 1.2a以降では、DSDデータの転送が可能となっている。

## 自主制作する場合
スーパーオーディオCDは著作権保護の関係から基本的にPC上で使用することは不可能であり、市販のソフトのコピーなどはできないようになっている。
しかしながら、CD-DAやDVDビデオ、BDMVなどと同様に、自分たちで作詞、作曲、演奏などを手がけてSACDとは規格は異なるものの、同じ信号形式のDSDで記録したディスクを制作することは可能である。
ティアックから「タスカム」ブランドで、そうしたユーザー向けにDSD録音対応のDVDレコーダー「DV-RA1000HD」が発売されている。最大の特長は、一般的なDVDレコーダーとは異なり、最大24bit/192kHzのリニアPCM形式での録音に加え、スーパーオーディオCDなどで利用されるDSD形式での録音が可能なこと。このレコーダー単体では、スーパーオーディオCDやDVDオーディオ形式のディスクは作成できないが、録音モードとしてBWF(リニアPCM)、DSIDIFF(DSD)、CD-DAの3種類が搭載されている。このため、このレコーダーで作成したDVDデータディスクをマスターとしてプレス業者に委託すれば、オリジナルのスーパーオーディオCDソフトやDVDオーディオソフトを制作することが可能である。なお、一般的な音楽CD（CD-DA形式）であれば、このレコーダー単体で作成可能である。
ソニーのノートPC「VAIO」に搭載されているSonicStage Mastering Studioなどのソフトウェアを用いることで、DSD形式の音楽をDVDメディアに書き込んだ擬似的なSACDを作成することができるので、小ロットのディスク制作には向いている。ただし、VAIOの他にこの方法で作ったDSDディスクを再生可能な機器は、一部のスーパーオーディオCDプレーヤーとPlayStation 3（スーパーオーディオCD再生非対応モデルを含む）のみである。

## 普及
再生機としてはまずソニーから1999年5月21日に『SCD-1』が発売された。
2003年11月には、ソニーからSACDを標準対応としたミニコンポ「Listen」を発売し、実売価格が4万円強からと普及価格であったものの、僅か1年半程度で終焉している。
2006年に発売されたPlayStation 3は日本国内でSACDが再生できるのは初期型である60GB/CECHA00と20GB/CECHB00のみである。ファームウェア・バージョン2.00で光デジタル音声端子からの出力が可能になった。5.1chサラウンドを収録したソフトについてはDTS5.1chサラウンド（48kHz/24bit）に変換して出力されたが、直後に出たバージョン2.01において、デジタル光出力ではリニアPCM2.0chステレオ（44.1kHz/16bit）のみ出力可能、DTS5.1chサラウンドでは出力されなくなった。ただし、HDMI端子接続ではリニアPCMに変換することで、2.0chステレオ（176.4kHz/24bit）と5.1chサラウンド（176.4kHz/24bit）のハイサンプリング&ハイビットで出力可能である。なお、DSDのビットストリーム出力には対応していない。
その後、複数の映像・音声規格が再生できるユニバーサルプレーヤーが登場し、その価格が大きく下落したため、実売2万円以下のクラスからSACDの再生機を購入できる状況になってきている。
しかし、以下の点からSACDはCD規格のPCM録音に満足できないハイエンドユーザーを対象とした録音フォーマットとみなされることが多く、CDを代替する程には普及していない。
- レーベルが積極的に発売しない。
- コンパクトディスク（CD）と比較して選択できる機種が限られる。
- 過剰なコピーガードのためにパソコンでの取り込みどころか再生すらできない。
- CD以上の特性を十分に発揮するために一定水準以上のオーディオ機器が必要。
- 多くの消費者の間でCD以上の音質を求めるものが少ない[10]。

発売されているソフトはロックやポップスから歌謡曲まで様々なジャンルあるが、クラシック音楽・ジャズなどが発売されるソフトの大部分を占める。2008年6月現在で約5300タイトルが発売されている。
2010年6月、ユニバーサル ミュージック ジャパンはSHM-CDと同じく液晶パネル用ポリカーボネート素材を用いた「SA-CD ～SHM仕様～」の発売も開始した。

## 競合規格
DVD規格の一つであるDVD-Audioは、ハイエンドユーザーを対象としている点では、スーパーオーディオCDと競合する規格である。DVDオーディオはリニアPCM形式（非圧縮または可逆圧縮）を採用。DVDビデオとの互換性を活かして映像との融合・低価格機種への展開などが見られるが、ソフト数ではスーパーオーディオCDの方が多い。
一時はベータマックス・VHS規格の対立のような規格争いが指摘されてきたが、その後オーディオ専業メーカーを中心にスーパーオーディオCD・DVDオーディオの両規格が再生可能なユニバーサルプレーヤーが普及し、規格提唱メーカー（ソニーはスーパーオーディオCD専用、松下電器産業（テクニクスブランド。現・パナソニック）と日本ビクター（現・JVCケンウッド）はDVDオーディオ専用、パイオニア(ホームAV機器事業部。後のオンキヨー&パイオニア→オンキヨーホームエンターテイメント→オンキヨーテクノロジー→プレミアムオーディオカンパニーテクノロジーセンター)とオンキヨー（旧法人。後のオンキヨー&パイオニア→オンキヨーホームエンターテイメント→オンキヨーテクノロジー→プレミアムオーディオカンパニーテクノロジーセンター）からもそれぞれスーパーオーディオCD専用プレーヤーが発売された）以外はほぼその方向に向かった。しかしその後DVDオーディオは普及せず、SACD/CDが再生可能な機種が目立つようになってきた。
2010年代に入ると、DVDオーディオで採用されたCD-DAスペックを超えたリニアPCMやFLAC、スーパーオーディオCDで採用されたDSDが、共にインターネット経由で本格的に音楽配信されるようになり、ハイレゾリューションオーディオ媒体としての特別なアドバンテージ（優位性）は希薄となっている。